# Zimný štadión Liptovský Mikuláš
Zimný štadión Liptovský Mikuláš – kryte lodowisko w Liptowskim Mikułaszu, na Słowacji. Zostało otwarte w 1932 roku jako odkryte lodowisko, od 1967 obiekt jest zadaszony. Pojemność areny wynosi 3680 widzów, z czego 800 miejsc jest siedzących. Na lodowisku swoje spotkania rozgrywają hokeiści klubu MHk 32 Liptovský Mikuláš.
Początki zorganizowanej gry w hokeja na lodzie w Liptowskim Mikułaszu sięgają 1932 roku. Wtedy też hokeiści zyskali od TJ Sokol teren kąpieliska, na którym następnie zorganizowano w lodowisko. W 1949 roku podjęto starania o budowę w tym miejscu sztucznego lodowiska, jednak prace zakończyły się dopiero w 1961 roku. Kolejnym etapem rozbudowy infrastruktury było zadaszenie lodowiska. Starania o to zaczęto czynić w 1966 roku, a już 22 listopada 1967 roku rozegrano pierwsze zawody hokejowe pod dachem. W późniejszym czasie obiekt był kilkukrotnie modernizowany. Na stadionie, oprócz spotkań miejscowej drużyny hokejowej, odbywały się również mecze reprezentacji narodowych, dwukrotnie (1987, 1999) odbywały się tu także spotkania hokeja na lodzie w ramach zimowej Uniwersjady, w 1999 roku obiekt wykorzystano też przy okazji zimowego Olimpijskiego Festiwalu Młodzieży Europy.